# Rouge-Perriers
Rouge-Perriers – miejscowość i gmina we Francji, w regionie Normandia, w departamencie Eure.
Według danych na rok 1990 gminę zamieszkiwało 210 osób, a gęstość zaludnienia wynosiła 51 osób/km² (wśród 1421 gmin Górnej Normandii Rouge-Perriers plasuje się na 692 miejscu pod względem liczby ludności, natomiast pod względem powierzchni na miejscu 760).